# Хабэвкояха (приток Комсятты)
Хабэвкояха (устар. Хабэвка-Яха) — река в России, протекает по Ямало-Ненецкому АО. Устье реки находится в 99 км по левому берегу реки Комсятта. Длина реки составляет 23 км.

## Данные водного реестра
По данным государственного водного реестра России относится к Нижнеобскому бассейновому округу, водохозяйственный участок реки — Пур. Речной бассейн реки — Пур.
Код объекта в государственном водном реестре — 15040000112115300059286.